# Habitatge al carrer Rectoria, 8-10 (Sant Feliu de Llobregat)
L'Habitatge al carrer Rectoria, 8-10 és una obra de Sant Feliu de Llobregat (Baix Llobregat) protegida com a Bé Cultural d'Interès Local.

## Descripció
Conjunt de dues cases entre mitgeres que conserven els materials i elements constructius originals característic de l'època en què es va originar el carrer. El núm. 8 té façana simètrica segons un eix, dividida en dues faixes i rematada per una cornisa i balustrada. De la núm. 10 destaca el ràfec amb tortugada i els materials i elements constructius característics de l'arquitectura dels inicis del carrer.